# Kenya aux Jeux olympiques de la jeunesse d'hiver de 2016
Le Kenya participe aux Jeux olympiques de la jeunesse d'hiver de 2016 à Lillehammer en Norvège du 12 au 21 février 2016. Une athlète représente le pays pour cette édition.

## Résultats

### Ski alpin
| Athlète         | Épreuve      | Finale          | Finale          | Finale          | Finale          |
| Athlète         | Épreuve      | Manche 1        | Manche 2        | Total           | Rang            |
| --------------- | ------------ | --------------- | --------------- | --------------- | --------------- |
| Sabrina Simader | Slalom       | N'a pas terminé | N'a pas terminé | N'a pas terminé | N'a pas terminé |
| Sabrina Simader | Slalom géant | 1 min 28 s 59   | 1 min 24 s 37   | 2 min 52 s 96   | 26              |
| Sabrina Simader | Super-G      |                 |                 | 1 min 17 s 09   | 23              |
| Sabrina Simader | Combiné      | 1 min 18 s 67   | 47 s 47         | 2 min 06 s 14   | 20              |